# Ross Doohan
Ross Doohan (* 29. März 1998 in Clydebank) ist ein schottischer Fußballtorhüter, der bei Celtic Glasgow unter Vertrag steht.

## Karriere

### Verein
Ross Doohan wurde in Clydebank in unmittelbarer Nähe von Glasgow geboren. Als 12-Jähriger kam er in die Jugendakademie von Celtic Glasgow. Bis zum Jahr 2017 verblieb er bis auf eine kurze Leihphase bei den Cumbernauld Colts in der Jugend von Celtic. Bei den Colts kam er einmal im schottischen Pokal und zweimal in der Lowland Football League zum Einsatz. Bei Celtic absolvierte er in seiner Jugend auch Einsätze im Glasgow Cup, Challenge Cup und in der Youth League. Ab August 2017 wurde der 19-jährige Doohan an den schottischen Zweitligisten Greenock Morton verliehen. Bis in den Januar 2018 blieb er ohne Einsatz für den Verein.
In Glasgow erhielt er nach seiner Leihe einen neuen Vierjahresvertrag. Kurz darauf wurde er erneut in die 2. Liga verliehen. Bei Ayr United avancierte er in der Saison 2018/19 zum Stammtorhüter und absolvierte alle Ligaspiele. Die zunächst für ein Jahr angelegte Leihe wurde danach um eine Spielzeit verlängert. Im August 2020 folgte eine Leihe zum Erstligisten Ross County. Nach zwei weiteren Leihen zu Dundee United und den Tranmere Rovers, stand Doohan 2023 kurzzeitig bei den Forest Green Rovers unter Vertrag. Von 2023 bis 2025 spielte Doohan beim FC Aberdeen bevor er 2025 zu Celtic Glasgow zurückkehrte.

### Nationalmannschaft
Ross Doohan spielte ab dem Jahr 2013 für Schottland. Sein Debüt gab er im August 2013 in der U16 gegen Zypern. Nach einem weiteren Spiel gegen Italien ging es für ihn ab 2014 eine Altersklasse höher in der schottischen U17-Nationalmannschaft weiter. Hier kam er ebenfalls auf zwei Spiele. Als Ersatztorhüter hinter Robby McCrorie nahm er mit der Mannschaft an der U-17-Europameisterschaft in Bulgarien teil. Zwischen 2016 und 2017 verbuchte Doohan Einsätze in der U19. Im Jahr 2017 kam er zu einem Spiel für die U20 gegen Tschechien. Im Mai 2018 debütierte er in der U21-Altersklasse. Für die U21 kam er bis 2020 auf dreizehn Spiele und blieb dabei fünfmal ohne Gegentor. Am 9. Juni 2025 debütierte Doohan in der A-Nationalmannschaft gegen Liechtenstein.